# ジョヴァンニ・アントーニオ・ボルトラッフィオ
ボルトラッフィオとも呼ばれるジョヴァンニ・アントーニオ・ボルトラッフィオ（Giovanni Antonio Boltraffio、1467年 - 1516年6月15日）は、イタリアの画家である。レオナルド・ダ・ビンチの弟子の一人であった。

## 略歴
ミラノで生まれた。はじめベルナルド・ゼナーレ(Bernardo Zenale)やベルゴニョーネ(Bergognone)、 ヴィンチェンツォ・フォッパ(Vincenzo Foppa)といった画家のスタイルの作品を描いていた。フィレンツェで働いていたレオナルド・ダ・ヴィンチが1482年にロレンツォ・デ・メディチの意向でミラノ公国に派遣され、1499年までミラノで働いた間、レオナルドの工房で、マルコ・ドッジョーノ(Marco d'Oggiono)やジャン・ジャコモ・カプロッティ（別名、サライ）とともに働いたと伝えられる。ボルトラッフィオは1491年にドッジョーノとともにミラノの教会(Chiesa di San Giovanni sul Muro)のためにキリストの復活を描いた「Resurrezione di Cristo con i Santi Leonardo e Lucia」を制作し、この作品は現在、ベルリンの絵画館に収蔵されている。ボルトラッフィオは2人の聖人などを描いたとされている。レオナルドの影響はこの作品に見られている。
1499年に、ミラノ公国がイタリアに侵攻したフランス軍に敗れ、レオナルドがヴェネツィアに避難した時、ボルトラッフィオもミラノを離れ、その後はボローニャで働き、1500年には代表作の「Casio Madonna Altarpiece（カシオ家の祭壇画）」を制作した。1514年にはローマで働いた。
1516年にミラノで没した。49歳であった。
1872年にミラノに設置された、ダ・ビンチの記念碑では、ジャン・ジャコモ・カプロッティ(Gian Giacomo Caprotti)、チェーザレ・ダ・セスト(Cesare da Sesto)、マルコ・ドッジョーノ(Marco d'Oggiono)とともに、ダ・ビンチの像の台座の周りにボルトラッフィオの像が配置された。 

## 作品

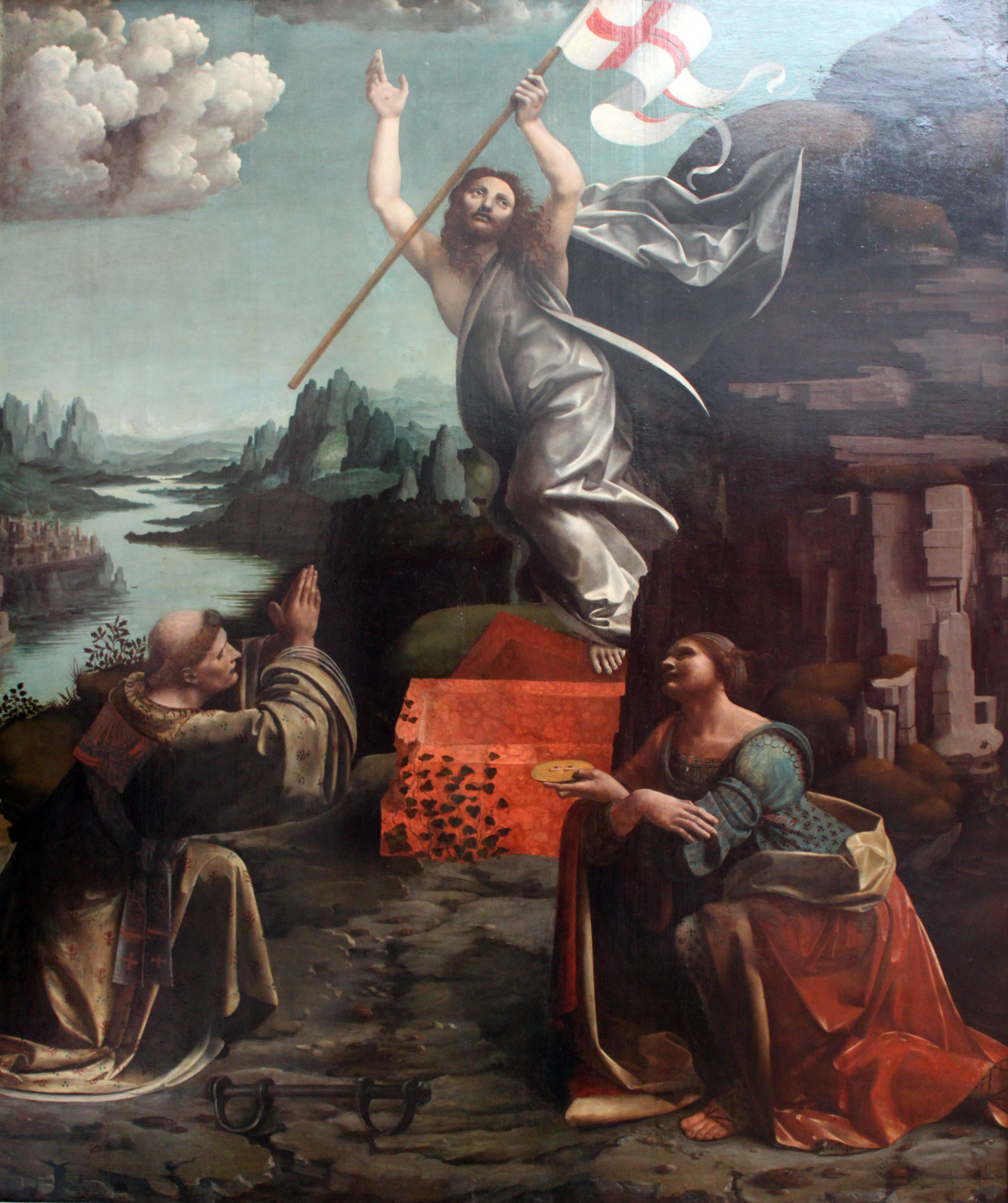
マルコ・ドッジョーノと共作『Resurrezione di Cristo con i Santi Leonardo e Lucia』(1492年) 絵画館 (ベルリン)所蔵
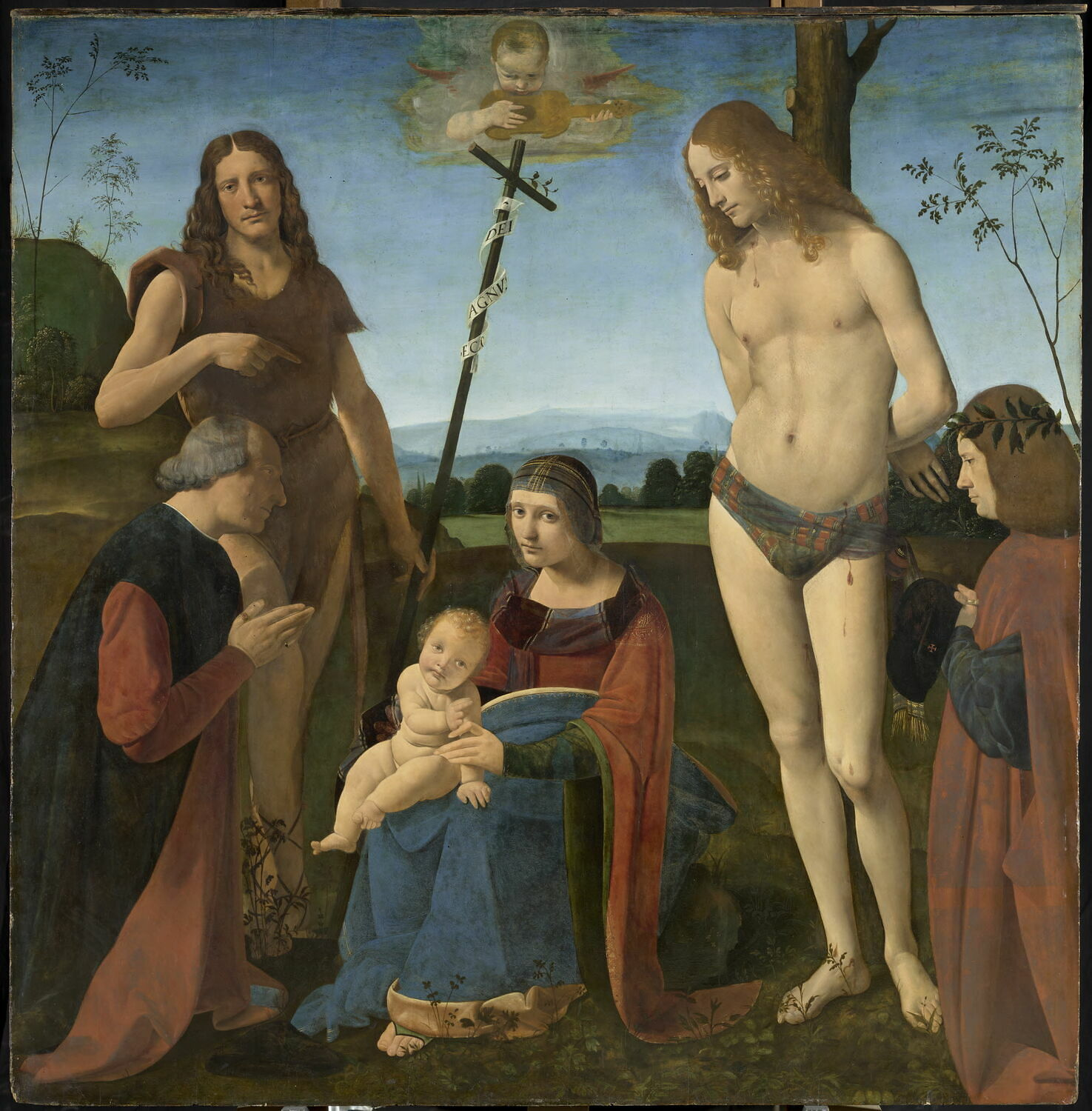
『Casio Madonna Altarpiece』(1500年頃) ルーブル美術館所蔵
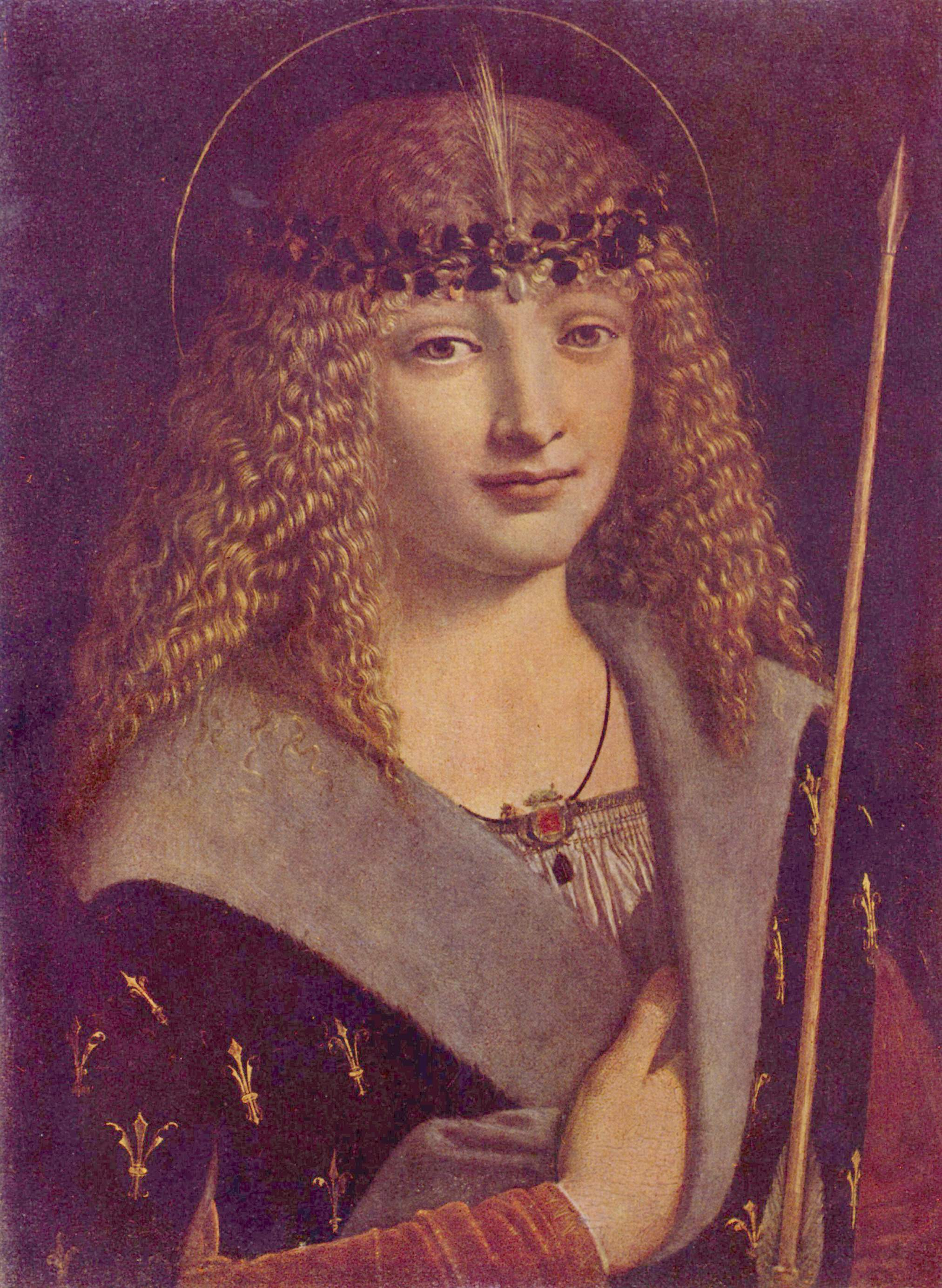
『少年の肖像画』(1490年代後半) プーシキン美術館所蔵
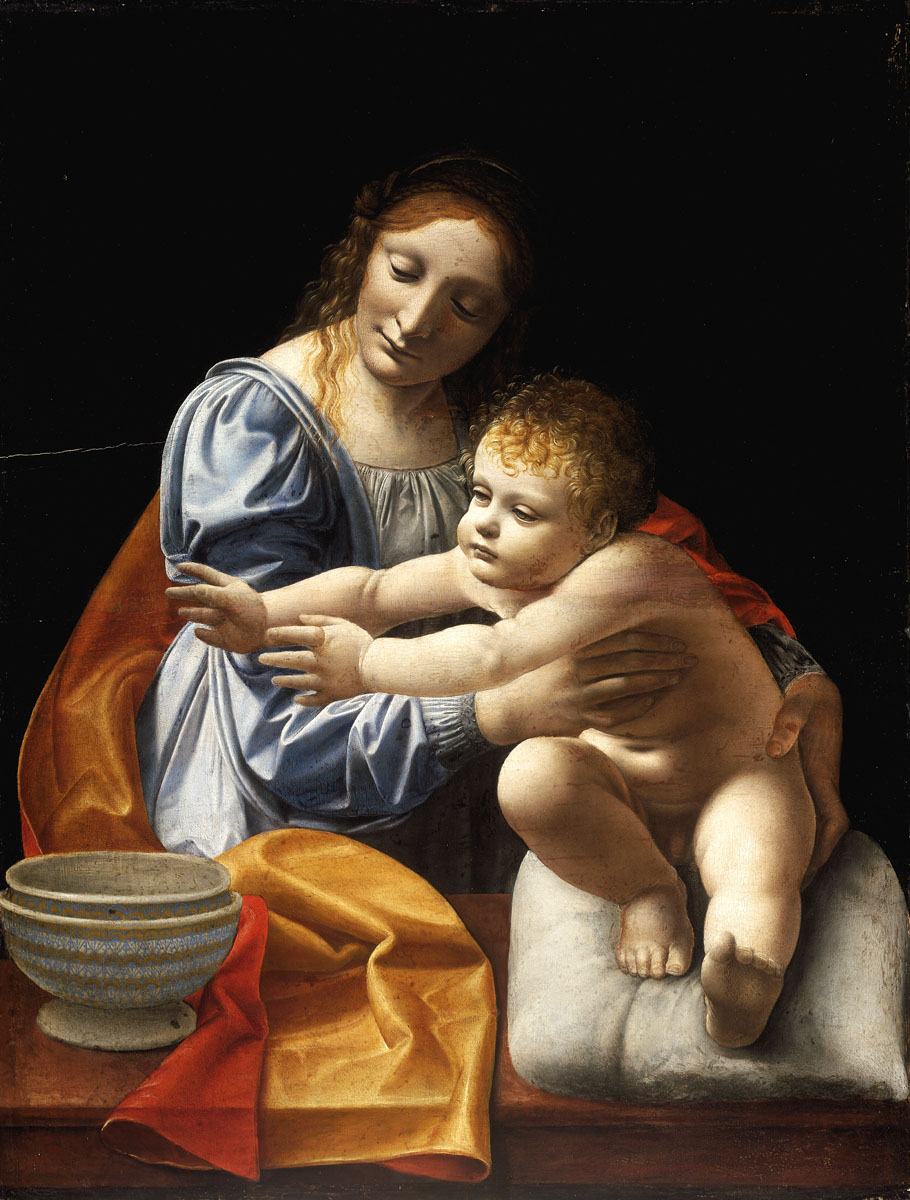
『聖母子』(1490年代後半) ブダペスト国立西洋美術館所蔵
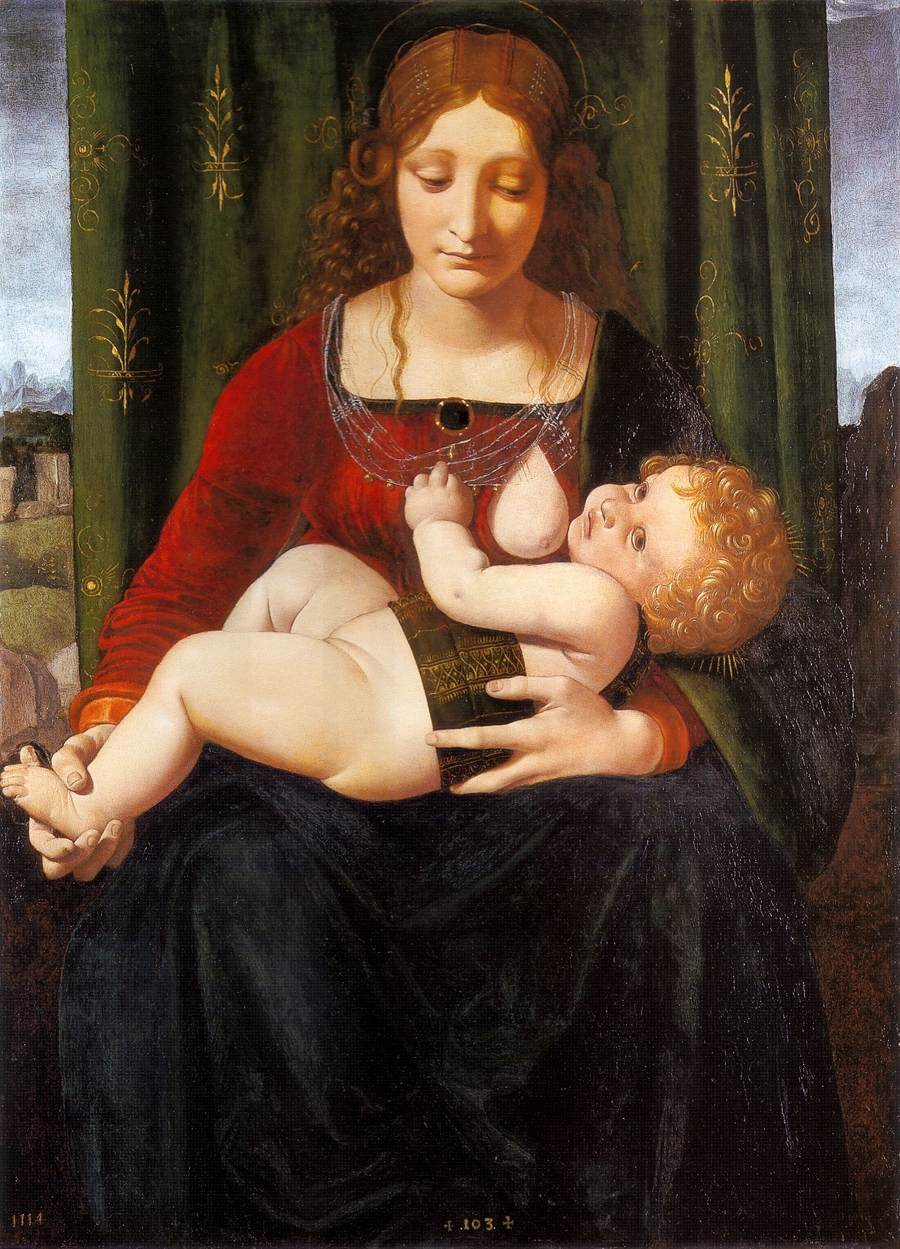
『聖母子』(1493年-1499年頃) ロンドン・ナショナル・ギャラリー所蔵